# BMW N73
BMW N73 – silnik BMW

## N73 B60
| Liczba cylindrów           | 12                        |
| Średnica cylindrów         | 89 mm                     |
| Skok tłoka                 | 80 mm                     |
| Pojemność                  | 5972 cm³                  |
| Stopień sprężania          | 11,5:1                    |
| Moc maksymalna             | 327 kW przy 6000 obr./min |
| Obroty maksymalne          | 6500 obr./min             |
| Maksymalny moment obrotowy | 600 Nm przy 3950 obr./min |